# Blunderbuss
Blunderbuss je debutové sólové studiové album Jacka Whitea. Album vyšlo v dubnu 2012 pod jeho vlastní značkou Third Man Records ve spolupráci s XL Recordings a Columbia Records.

## Seznam skladeb
Autorem všech skladeb je Jack White, pokud není uvedeno jinak.
| Pořadí | Název                        | Délka |
| ------ | ---------------------------- | ----- |
| 1.     | Missing Pieces               | 3:27  |
| 2.     | Sixteen Saltines             | 2:37  |
| 3.     | Freedom at 21                | 2:51  |
| 4.     | Love Interruption            | 2:38  |
| 5.     | Blunderbuss                  | 3:06  |
| 6.     | Hypocritical Kiss            | 2:50  |
| 7.     | Weep Themselves to Sleep     | 4:19  |
| 8.     | I'm Shakin' (Rudy Toombs)    | 3:00  |
| 9.     | Trash Tongue Talker          | 3:20  |
| 10.    | Hip (Eponymous) Poor Boy     | 3:03  |
| 11.    | I Guess I Should Go to Sleep | 2:37  |
| 12.    | On and On and On             | 3:55  |
| 13.    | Take Me with You When You Go | 4:10  |